# 沙朗西
沙朗西（法語：Charency，法語發音：[ʃaʁɑ̃si]）是法国汝拉省的一个市镇，属于隆斯勒索涅区。

## 地理
沙朗西（46°46'13"N, 5°59'38"E）面积2.73 平方千米，位于法国勃艮第-弗朗什-孔泰大區汝拉省，该省份为法国东部内陆省份，北起上索恩省，西北接科多尔省，西临索恩-卢瓦尔省，南至安省，东与杜省和瑞士接壤。
与沙朗西接壤的市镇（或旧市镇、城区）包括：杜瓦、孔特、朗村、穆尔南-沙尔博尼、锡罗。

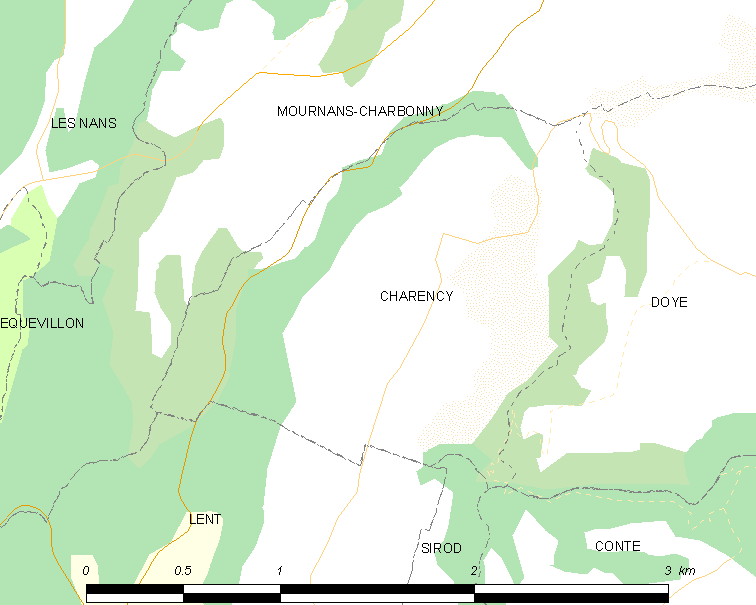
沙朗西的OSM定位图

沙朗西的时区为UTC+01:00、UTC+02:00（夏令时）。

## 行政
沙朗西的邮政编码为39250，INSEE市镇编码为39108。

## 政治
沙朗西所属的省级选区为圣洛朗昂格朗沃县。

## 人口

1962-2008年间沙朗西人口变化图示

沙朗西于2022年1月1日时的人口数量为56人。